# Ulise (roman)
Ulise (engleză: Ulysses) este un roman al scriitorului irlandez James Joyce, apărut la 2 februarie 1922. La această operă Joyce a lucrat încă din 1914 și ea a văzut lumina tiparului mai întâi la Paris, apoi în SUA, în 1933 și abia în 1936 în Regatul Unit, dat fiind că oficialitățile puritane au etichetat-o drept pornografie.

## Rezumat
Ulise relatează trecerea lui Leopold Bloom prin Dublin într-o zi obișnuită, 16 iunie 1904. Titlul face referire la Ulise, eroul epopeii Odiseea de Homer (Leopold Bloom corespunzând lui Ulise, Molly Bloom Penelopei, și Stephen Dedalus lui Telemah). Admiratorii lui Joyce din toată lumea sărbătoresc ziua de 16 iunie sub numele de Bloomsday. Scriitura romanului se fragmentează în forma unor articole de ziar scurte, într-o cafenea unde știri pe diverse teme. Bloom, căutând un resturant în care să i-a prânzul, ajungând într-o cafenea, unde își cumpără un sandwich și un pahar de vin.
Ulise are în total aproximativ 265.000 de cuvinte dintr-un vocabular de 30.030 de cuvinte diferite (inclusiv nume proprii, pluraluri și diverse timpuri ale verbelor) și este împărțit în 18 „episoade”. De la publicare, cartea a fost subiect de controverse și acuzații pentru „obscenitate”. Tehnica narativă a fluxului conștiinței, structurarea atentă și proza inovativă—plină de parodii și aluzii, precum și caracterizările sale bogate și umorul, fac din această carte unul dintre cele mai bine privite romane din panteonul modernist. În 1999, editura americană Modern Library a pus Ulise pe primul loc în lista celor mai bune 100 de romane în limba engleză din secolul al XX-lea.